# 印度援华医疗队
印度援华医疗队（英語：The Indian National Congress Medical Mission To China）是中国抗日战争初期印度国大党向中国派出的援助医疗队。

## 派出
1937年抗日战争爆发后，为获得国际援助，八路军总司令朱德在宋庆龄和史沫特莱建议下，于1937年11月致信印度国大党主席尼赫鲁，希望印度国大党能为八路军提供医疗物资，并派有经验的战地医生来中国援助。尼赫鲁在收到该信的当日，便号召全印度将1938年1月9日作为“声援中国日”。印度国大党第五十二次会议决定向中国派遣医疗队。
尼赫鲁亲自选定爱德尔博士任印度援华医疗队队长，并从许多报名者中选定副队长卓尔克及队员木克吉、柯棣尼斯、巴苏。印度援华医疗队自此产生。印度援华医疗队受到印度人民称赞。印度国大党领导之一奈都夫人主持了各界欢送宴会，她称赞印度援华医疗队是“无任命的驻华大使、人民大使”。
印度援华医疗队在中国报刊上出现时，最初名称有“印度国民大会党援华医药团”、“印度援华救伤队”、“印度医疗队”、“印度救护队”、“印度救护团”、“印度医药团”等。自1942年底起，才统一称“印度援华医疗队”。

## 抵达
1938年9月1日，印度援华医疗队携带医疗器械和药品登上英国客轮“拉吉普塔纳号”，途经科伦坡、吉隆坡、新加坡，于9月14日到达英属香港。香港各界人士为医疗队举行招待会。9月17日，医疗队到达中国广州，受到宋庆龄、何香凝及两千多名广州各界群众欢迎。在广州，医疗队的五位成员拜谒黄花岗七十二烈士墓及广州中山纪念堂。9月26日，医疗队到达湖南长沙。随后又到汉口，叶剑英、凯丰在八路军武汉办事处会见了医疗队的五位大夫。
1938年10月，医疗队离开汉口沿长江而上，于11月22日抵达陪都重庆。在重庆，医疗队遇到中印文化协会的谭云山教授，为表示医疗队成员热爱中国，谭云山教授应五位大夫之请，为五人取了中文名字（即在每人姓氏后面加上“华”字），成为爱德华、卓克华、木克华、巴苏华、柯棣华。
医疗队在长沙、汉口、宜昌、重庆均曾遇日军飞机轰炸，但他们在各地都坚持为伤员治疗。1939年1月22日，医疗队终于离开重庆赴延安。新西兰人路易·艾黎受中国共产党委托，陪同医疗队赴延安。

## 前线
1939年2月12日，医疗队到达陕甘宁边区首府延安，受到陕甘宁边区军民欢迎。1939年3月15日，毛泽东在杨家岭一间普通的窑洞会见了医疗队的五位大夫。在延安，爱德华、巴苏华、柯棣华被分配到拐峁医院工作，卓克华、木克华被分配到张村驿卫生学校任教，不久，因年老有病，卓克华、木克华相继返印度。
爱德华、柯棣华、巴苏华提出到前线工作，获得毛泽东同意。1939年11月4日，爱德华、柯棣华、巴苏华自延安出发，赴抗日前线晋东南。他们抵达山西武乡县八路军总部。1939年12月21日，八路军总司令朱德在王家峪八路军办事处会见三位大夫。
经过短暂休息，三位大夫开始工作，他们拒绝了照顾，和普通的八路军战士一样吃粗粮、住民房。1940年2月，爱德华因病返回印度。同年，柯棣华、巴苏华经批准，组织起一支流动医疗队赴晋察冀边区前线。在赴晋察冀边区途中，他们参加了破袭平汉路的战斗。此后，两位大夫来到晋察冀军区所在地河北唐县，受到晋察冀军区司令员聂荣臻会见。6月21日，柯棣华代表印度援华医疗队参加了白求恩大夫陵墓的揭幕仪式，柯棣华敬献花圈。
1940年9月，百团大战爆发，经柯棣华、巴苏华要求，领导批准两位大夫到前线抢救伤员。在前线的十多天内，他们接收伤员近千名，每天为数十名伤员手术。1941年柯棣华被任命为白求恩国际和平医院首任院长。在任院长期间，柯棣华亲自手术2000多例，其中数十次是大手术。柯棣华苦学中文。1941年皖南事变发生后，柯棣华在军民誓约大会上用汉语宣誓：“与八路军和中国共产党人一起迎接最严峻的局势，坚持战斗，夺取抗战的最后胜利。”

## 尾声
1941年冬，任远在执行任务时划破右脚腕，水和泥沙进入伤口，导致伤口肿胀，无法行动，医生认为必须截肢。柯棣华得知后，每天三次为任远洗伤口、换药，一个月后，任远的腿痊愈。
1941年11月，柯棣华与白求恩卫生学校教员郭庆兰举行了简单的婚礼。当地乡亲称柯棣华为“中国女婿”。婚后二人生有一子柯印华。1942年6月，柯棣华加入中国共产党。江一真是柯棣华的入党介绍人、婚姻介绍人。
由于长期在艰苦环境下紧张工作，柯棣华患上癫痫，聂荣臻司令员曾多次劝柯棣华撤离前线，到其他地方治疗，但被柯棣华谢绝。柯棣华说：“每当我看到一个个英勇作战不怕流血牺牲的八路军战士，就觉得这点病算不了什么，我一分钟也不愿意离开自己的工作岗位。”
1942年12月8日，柯棣华的癫痫再度发作，抢救无效。1942年12月9日，柯棣华病逝，年仅32岁。晋察冀军区为柯棣华举行了隆重的追悼大会，毛泽东在挽词中说：“印度友人柯棣华大夫，远道来华，援助抗日，在延安华北工作五年之久，医治伤员，积劳成疾，全军失一臂助，民族失一友人，柯棣华大夫的国际主义精神是我们永远不应该忘记的。”1953年春，柯棣华的灵柩从河北唐县晋察冀烈士陵园迁葬至石家庄的华北军区烈士陵园。
1940年10月，巴苏华赴延安，担任延安国际和平医院五官科主治医师。1943年7月，巴苏华启程回印度。毛泽东、朱德曾向印度国大党致感谢信。随着柯棣华病逝、巴苏华返回印度，印度援华医疗队在中国的工作全部结束。

## 纪念
- 白求恩·印度援华医疗队纪念馆：位于河北省石家庄市华北军区烈士陵园，馆内收藏有印度援华医疗队的许多文物及照片。[1]
- 柯棣华雕像及墓：位于河北省石家庄市华北军区烈士陵园。
- 柯棣华纪念馆：位于河北省石家庄市白求恩国际和平医院。
- 白求恩柯棣华纪念馆：位于河北省唐县。
- 晋察冀烈士陵园：位于河北省唐县，内有柯棣华墓的原址。